# Schloss Elmau
A elmaui kastély németül: Schloss Elmau) egy szálloda Bajorországban. 2015 júniusában a kastélyban volt a G7 csúcstalálkozó. 